# Вуэльта Бургоса (женская)
Вуэльта Бургоса (исп. Vuelta a Burgos Féminas) — шоссейная многодневная велогонка, проходящая по территории Испании с 2015 года. Является женской версией мужской гонки Вуэльта Бургоса.

## История
В 2014 году в Валье-де-Мене были организованы две гонки гонки. Trofeo Muniadona со стартом, финишем и несколькими этапами в Вильясана-де-Мена и Gran Premio Villarcayo со стартом, финишем и несколькими этапами в Вильяркайо. Обе гонки проводились в разные даты и шли в зачёт кубка Испании для разных классификаций и категорий.
На основе двух вышеупомянутых гонок в 2015 году была создана данная гонка, которая стала проводиться в формате вызова (англ. Challange) — она состояла из 2-х или 3-х этапов, а гонщицы могли выбирать на каких этапах стартовать, но для попадания в генеральную классификацию нужно было финишировать на всех этапа. В зачёт кубка Испании шёл только первый этап Gran Premio Muniadona.
В 2019 году повысила свой статус и прошла в рамках Женского мирового шоссейного календаря UCI, а маршрут увеличился до 4-х этапов.
В 2020 году вошла в календарь только что созданной Женской ПроСерии UCI, но была отменена из-за пандемии COVID-19. В 2021 году вошла в календарь Женского мирового тура UCI.
Маршрут гонки проходит на севере Испании в автономном сообществе Кастилия-Леон и состоит из равнинных и холмистых этапов.

## Призёры
| Год  | Победитель             | Второй              | Третий                 |          |
| ---- | ---------------------- | ------------------- | ---------------------- | -------- |
| 2015 | Белен Лопес            | Глория Родригес     | Юлия Ильиных           |          |
| 2016 | Мави Гарсия            | Анна Кизенхофер     | Эйдер Меринос Кортасар |          |
| 2017 | Эйдер Меринос Кортасар | Фемке Верстихелен   | Роос Хугебум           |          |
| 2018 | Беатриу Гомес Франке   | Генриетта Колборн   | Энара Лопес Галластеги |          |
| 2019 | Стине Боргли           | Сорайя Паладин      | Мави Гарсия            |          |
| 2020 | отменено               | отменено            | отменено               | отменено |
| 2021 | Анна Ван дер Брегген   | Аннемик ван Влётен  | Деми Воллеринг         |          |
| 2022 | Жюльетт Лабу           | Эвита Мьюзик        | Деми Воллеринг         |          |
| 2023 | Деми Воллеринг         | Ширин ван Анрой     | Эшли Молман            |          |
| 2024 | Деми Воллеринг         | Эвита Мьюзик        | Карлейн Свинкелс       |          |
| 2025 | Марлен Рёссер          | Элиза Лонго Боргини | Яра Кастелейн          |          |